# Daniele Gastaldello
Daniele Gastaldello (Camposampiero, 25 giugno 1983) è un allenatore di calcio ed ex calciatore italiano, di ruolo difensore.

## Carriera

### Giocatore

#### Inizi
Originario di Reschigliano di Campodarsego, inizia a giocare a calcio nel settore giovanile del Montebelluna dove rimane per due anni prima di trasferirsi a quello del Padova. Non ancora maggiorenne Daniele entra a far parte della prima squadra con la quale disputa 21 partite in due stagioni (il primo di Serie C2 e il secondo di Serie C1). Nel mercato estivo 2002 la Juventus decide di acquistarlo per farlo giocare nella formazione Primavera bianconera, allenata da Gian Piero Gasperini, che vince il 3 marzo 2003 il Torneo di Viareggio.

#### Crotone e Siena
Nell'estate 2003 la Juventus decide di cederlo in comproprietà al Chievo che nel gennaio 2004 lo dà in prestito in Serie C1 al Crotone, allenato dal suo ex-mister Gasperini, dove gioca 11 partite di Campionato mettendo a segno un gol e conquistando, da protagonista, la promozione in Serie B dopo gli spareggi vinti contro Benevento e Viterbese.
L'anno successivo Daniele resta al Crotone in Serie B dove gioca 35 partite mettendo a segno 3 gol, rivelandosi come uno dei migliori difensore del Campionato e convincendo nell'estate 2005 il Siena ad acquistare la metà del cartellino del giocatore dal Chievo.
L'esordio in Serie A avviene il 28 agosto 2005 in occasione di Siena-Cagliari 2-1, subentrando al 78' a Francesco Cozza. Il primo gol in Serie A è invece arrivato nella partita del 7 maggio 2006 Inter-Siena 1-1 con gol decisivo di Daniele al 93' dopo l'iniziale vantaggio neroazzurro siglato da Julio Cruz. Conclude la sua prima stagione in Serie A con 24 presenze, di cui 17 da titolare, con 1 gol. La stagione seguente viene confermato dalla squadra toscana che lo schiera in campo in altre 20 partite di Campionato.

#### Sampdoria

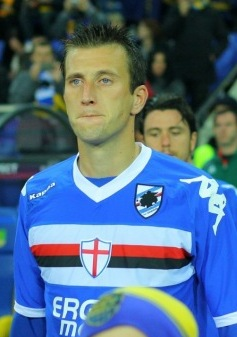
Gastaldello con la maglia della Sampdoria nel 2010.

Nell'estate 2007, Daniele si trasferisce alla Sampdoria dove, dopo un breve periodo di adattamento, riesce a conquistare il posto da titolare, a discapito del più esperto compagno di squadra Luigi Sala, diventando così una pedina importante della difesa blucerchiata che riesce a posizionarsi 6º in Serie A. La sua prima stagione in blucerchiato si conclude con 29 presenze in Campionato con due reti, una nella gara di andata e una nella gara di ritorno, contro la Fiorentina ed una 1 presenza di Coppa UEFA (il 20 settembre 2007 in occasione di Sampdoria-Aalborg terminata 2-2).
La stagione seguente viene confermato come titolare della squadra ligure dove gioca 34 gare di Campionato, 6 di Coppa UEFA e 4 di Coppa Italia.
Nel 2009-2010 è ancora titolare fisso della difesa blucerchiata che, grazie anche ad una grande stagione del difensore veneto, riesce a posizionarsi in 4ª posizione e ad accedere ai preliminari di Champions League. Daniele in questa stagione va a segno in tre occasioni contro Catania (2-1 per la Samp), Siena (partita finita 2-1 per i blucerchiati) e Bologna (1-1).
La stagione successiva vede il 18 agosto 2010 il suo esordio in Champions League nella partita Werder Brema-Samp 3-1. Tuttavia la squadra blucerchiata a fine Campionato retrocede malamente in Serie B ma Daniele decide comunque di rimanere alla Samp per provare a compiere la pronta risalita. Dopo un lungo infortunio torna in campo il 5 ottobre 2011 in Hellas Verona-Sampdoria 1-1. Nel gennaio 2012, dopo la cessione di Angelo Palombo all'Inter, diventa il nuovo capitano della Sampdoria esordiendo con la fascia al braccio nella partita del 4 febbraio 2012 Grosseto-Samp 0-1. Durante il campionato segna un gol di testa in Sampdoria-Empoli 1-0 e realizza una doppietta nell'andata della Finale play-off vinta col Varese 3-2. Questa doppietta si è poi rivelata decisiva per il ritorno dei blucerchiati in massima serie.
L'anno seguente il 2 settembre 2012 Daniele sigla il gol della vittoria contro il Siena per 2-1. Il 24 febbraio 2013 in occasione di Samp-Chievo 2-0, gioca la sua 200ª partita in blucerchiato. Colleziona alla sua sesta stagione in blucerchiato 33 presenze ed un gol in Serie A.
La Stagione 2013-2014 lo vede sempre perno difensivo della formazione blucerchiata nella quale Daniele gioca altre 32 partite di Campionato condite da due reti, rispettivamente a: Udinese (il 13 gennaio 2014) e Cagliari (il 9 febbraio).
Il 31 agosto 2014, durante la 1ª giornata di Serie A 2014-2015, sigla la rete del pareggio per 1-1 contro il Palermo al 91º minuto. In questa parte di stagione gioca 17 partite e segna 2 gol tra campionato e Coppa Italia.
Complessivamente nei 7 anni e mezzo alla Sampdoria ha messo insieme 259 presenze e 14 gol.

#### Bologna
Il 2 febbraio 2015 viene ceduto a titolo definitivo al Bologna in Serie B per un corrispettivo di 860.000€. Qui ritrova anche gli ex compagni di Samp Angelo da Costa, Gianluca Sansone e Nenad Krstičić. Chiuderà la stagione conquistando la promozione in A attraverso i play-off dopo che la compagine felsinea aveva chiuso la stagione regolare al quarto posto. Segna, nella stagione successiva, dopo aver ritrovato anche il suo ex compagno ed amico Antonio Mirante, il primo gol in maglia felsinea nel successo esterno per 2-1 contro il Carpi. Per la stagione successiva viene nominato capitano della squadra rossoblù. Già nella stagione precedente, Gastaldello aveva indossato più volte la fascia da capitano, anche se era stato indicato nella rosa della squadra come vice-capitano.

#### Brescia e ritiro
Il 25 agosto 2017 viene ceduto a parametro zero al Brescia, del quale diventa vice-capitano. In stagione realizza 2 reti contro Ternana (vittoria 3-1) e Cremonese (1-1).
Nella stagione 2018-2019, in seguito alla cessione di Andrea Caracciolo, Gastaldello diviene capitano delle Rondinelle. Il 16 dicembre 2018, realizza al 92' minuto la sua terza rete con la maglia delle Rondinelle in occasione di Brescia 2-1 Lecce, regalando la vittoria e il secondo posto in classifica alla sua squadra. Il 1º maggio 2019, con la vittoria per 1-0 in casa contro l'Ascoli, conquista matematicamente la promozione in Serie A.
Il 3 luglio 2019 rinnova il suo contratto fino al giugno 2020 con le rondinelle. Dopo aver rinnovato il proprio contratto fino al 31 agosto (mese in cui termina l'annata calcistica), disputa la sua ultima partita tra i professionisti il 1º agosto contro la Sampdoria (1-1), scegliendo di ritirarsi.

#### Nazionale
È stato convocato nelle Nazionali giovanili 35 volte, giocando in 32 occasioni e realizzando 2 gol.
Il 28 agosto 2010 ottiene la prima convocazione nella nazionale maggiore da parte del nuovo CT Cesare Prandelli, per le partite contro Estonia e Fær Øer valide per le qualificazioni all'Europeo 2012. Debutta ufficialmente in maglia azzurra il 29 marzo 2011, in occasione dell'amichevole della nazionale contro l'Ucraina. Viene nuovamente convocato per le sfide amichevoli contro l'Inghilterra del 15 agosto 2012 e contro l'Olanda del 6 febbraio 2013.

### Allenatore

#### Gli inizi, Brescia e Under-21
Subito dopo il ritiro dal calcio giocato, diventa collaboratore tecnico di Luigi Delneri al Brescia. Rimasto nel ruolo anche con l'arrivo di Diego López, il 7 dicembre sostituisce l'uruguaiano, venendo nominato allenatore ad interim del club lombardo. Dirige la squadra nel pareggio ottenuto contro la Cremonese per 2-2 e il 10 dicembre, con la nomina di Davide Dionigi, torna a ricoprire la posizione di collaboratore tecnico.
Nell’estate del 2021 entra nello staff dell’Under-21 come collaboratore di Paolo Nicolato.
Il 14 ottobre dello stesso anno consegue la qualifica UEFA A a Coverciano che consente di allenare tutte le selezioni giovanili e le squadre femminili, le prime squadre fino alla Serie C oltre a poter essere tesserato come allenatore in seconda sia in Serie B che in Serie A.
Nell'estate del 2022, ritorna ufficialmente sulla panchina del Brescia come vice allenatore di Pep Clotet fino a dicembre e poi di nuovo tra gennaio e febbraio del 2023. Nel frattempo, viene ammesso al corso per il patentino UEFA Pro, il massimo livello di formazione per un allenatore. Il 20 febbraio 2023, viene quindi chiamato a sostituire Davide Possanzini sulla panchina della prima squadra del Brescia, che in quel momento si trova in penultima posizione con 25 punti.
Il 25 febbraio al debutto perde in casa contro il Bari per 0-2. Dopo altre due sconfitte e tre pareggi, il 10 aprile arriva la prima vittoria contro la Ternana per 1-0.
Con 15 punti raccolti in 13 partite termina la stagione regolare al quintultimo posto accedendo ai play-out contro il Cosenza; retrocede a seguito di un pareggio a Brescia (1-1) dopo aver perso a Cosenza (1-0). Viene comunque confermato per la stagione seguente, in cui il Brescia disputa comunque il campionato di Serie B grazie all'esclusione della Reggina dal torneo. Dopo un buon avvio di campionato, in cui la squadra resta imbattuta per sette partite subendo solo due reti, incappa in quattro sconfitte di fila ed il 10 novembre 2023, con la squadra tredicesima in classifica, viene sollevato dall'incarico insieme al suo vice Dan Thomassen.

#### Legnago
Il 18 giugno 2024, Gastaldello viene ufficialmente ingaggiato come nuovo tecnico del Legnago, in Serie C, con cui firma un contratto annuale. Al debutto perde con il Vicenza (1-2), gara valida per il primo turno della Coppa Italia Serie C. Il campionato inizia in modo drammatico con sei sconfitte nelle prime sei giornate. L'ultima di queste , (8-0) contro la Ternana, gli costa la panchina.

## Statistiche

### Presenze e reti nei club
| Stagione         | Squadra          | Campionato       | Campionato | Campionato | Coppe nazionali | Coppe nazionali | Coppe nazionali | Coppe continentali | Coppe continentali | Coppe continentali | Altre coppe | Altre coppe | Altre coppe | Totale | Totale |
| Stagione         | Squadra          | Comp             | Pres       | Reti       | Comp            | Pres            | Reti            | Comp               | Pres               | Reti               | Comp        | Pres        | Reti        | Pres   | Reti   |
| ---------------- | ---------------- | ---------------- | ---------- | ---------- | --------------- | --------------- | --------------- | ------------------ | ------------------ | ------------------ | ----------- | ----------- | ----------- | ------ | ------ |
| 2000-2001        | Padova           | C2               | 6          | 0          | CI-C            | 0               | 0               | -                  | -                  | -                  | -           | -           | -           | 6      | 0      |
| 2001-2002        | Padova           | C1               | 15         | 0          | CI-C            | 2               | 0               | -                  | -                  | -                  | -           | -           | -           | 17     | 0      |
| Totale Padova    | Totale Padova    | Totale Padova    | 21         | 0          |                 | 2               | 0               |                    | -                  | -                  |             | -           | -           | 23     | 0      |
| 2002-2003        | Juventus         | A                | -          | -          | CI              | -               | -               | UCL                | -                  | -                  | -           | -           | -           | -      | -      |
| 2003-gen. 2004   | Chievo           | A                | 0          | 0          | CI              | 0               | 0               | -                  | -                  | -                  | -           | -           | -           | 0      | 0      |
| gen.-giu. 2004   | Crotone          | C1               | 11+3       | 1          | CI-C            | 1               | 0               | -                  | -                  | -                  | -           | -           | -           | 15     | 1      |
| 2004-2005        | Crotone          | B                | 35         | 3          | CI              | 1               | 0               | -                  | -                  | -                  | -           | -           | -           | 36     | 3      |
| Totale Crotone   | Totale Crotone   | Totale Crotone   | 46+3       | 4          |                 | 2               | 0               |                    | -                  | -                  |             | -           | -           | 51     | 4      |
| 2005-2006        | Siena            | A                | 25         | 1          | CI              | 1               | 0               | -                  | -                  | -                  | -           | -           | -           | 26     | 1      |
| 2006-2007        | Siena            | A                | 20         | 0          | CI              | 2               | 0               | -                  | -                  | -                  | -           | -           | -           | 22     | 0      |
| Totale Siena     | Totale Siena     | Totale Siena     | 45         | 1          |                 | 3               | 0               |                    | -                  | -                  |             | -           | -           | 48     | 1      |
| 2007-2008        | Sampdoria        | A                | 29         | 2          | CI              | 2               | 0               | CU                 | 1                  | 0                  | -           | -           | -           | 32     | 2      |
| 2008-2009        | Sampdoria        | A                | 34         | 0          | CI              | 4               | 0               | CU                 | 6                  | 0                  | -           | -           | -           | 44     | 0      |
| 2009-2010        | Sampdoria        | A                | 33         | 3          | CI              | 0               | 0               | -                  | -                  | -                  | -           | -           | -           | 33     | 3      |
| 2010-2011        | Sampdoria        | A                | 29         | 1          | CI              | 1               | 0               | UCL+UEL            | 2+4                | 0                  | -           | -           | -           | 36     | 1      |
| 2011-2012        | Sampdoria        | B                | 27+4       | 1+2        | CI              | 1               | 0               | -                  | -                  | -                  | -           | -           | -           | 32     | 3      |
| 2012-2013        | Sampdoria        | A                | 33         | 1          | CI              | 1               | 0               | -                  | -                  | -                  | -           | -           | -           | 34     | 1      |
| 2013-2014        | Sampdoria        | A                | 32         | 2          | CI              | 0               | 0               | -                  | -                  | -                  | -           | -           | -           | 32     | 2      |
| 2014-feb. 2015   | Sampdoria        | A                | 14         | 2          | CI              | 3               | 0               | -                  | -                  | -                  | -           | -           | -           | 17     | 2      |
| Totale Sampdoria | Totale Sampdoria | Totale Sampdoria | 231+4      | 12+2       |                 | 12              | 0               |                    | 13                 | 0                  |             | -           | -           | 260    | 14     |
| feb.-giu. 2015   | Bologna          | B                | 13         | 0          | CI              | 0               | 0               | -                  | -                  | -                  | -           | -           | -           | 13     | 0      |
| 2015-2016        | Bologna          | A                | 26         | 1          | CI              | 0               | 0               | -                  | -                  | -                  | -           | -           | -           | 26     | 1      |
| 2016-2017        | Bologna          | A                | 25         | 0          | CI              | 2               | 0               | -                  | -                  | -                  | -           | -           | -           | 27     | 0      |
| Totale Bologna   | Totale Bologna   | Totale Bologna   | 64         | 1          |                 | 2               | 0               |                    | -                  | -                  |             | -           | -           | 66     | 1      |
| 2017-2018        | Brescia          | B                | 36         | 2          | CI              | 0               | 0               | -                  | -                  | -                  | -           | -           | -           | 36     | 2      |
| 2018-2019        | Brescia          | B                | 19         | 1          | CI              | 2               | 0               | -                  | -                  | -                  | -           | -           | -           | 21     | 1      |
| 2019-2020        | Brescia          | A                | 8          | 0          | CI              | 0               | 0               | -                  | -                  | -                  | -           | -           | -           | 8      | 0      |
| Totale Brescia   | Totale Brescia   | Totale Brescia   | 63         | 3          |                 | 2               | 0               |                    | -                  | -                  |             | -           | -           | 65     | 3      |
| Totale carriera  | Totale carriera  | Totale carriera  | 470+7      | 21+2       |                 | 23              | 0               |                    | 13                 | 0                  |             | -           | -           | 513    | 23     |

### Cronologia presenze e reti in nazionale
| Cronologia completa delle presenze e delle reti in nazionale ― Italia | Cronologia completa delle presenze e delle reti in nazionale ― Italia | Cronologia completa delle presenze e delle reti in nazionale ― Italia | Cronologia completa delle presenze e delle reti in nazionale ― Italia | Cronologia completa delle presenze e delle reti in nazionale ― Italia | Cronologia completa delle presenze e delle reti in nazionale ― Italia | Cronologia completa delle presenze e delle reti in nazionale ― Italia | Cronologia completa delle presenze e delle reti in nazionale ― Italia |
| Data                                                                  | Città                                                                 | In casa                                                               | Risultato                                                             | Ospiti                                                                | Competizione                                                          | Reti                                                                  | Note                                                                  |
| --------------------------------------------------------------------- | --------------------------------------------------------------------- | --------------------------------------------------------------------- | --------------------------------------------------------------------- | --------------------------------------------------------------------- | --------------------------------------------------------------------- | --------------------------------------------------------------------- | --------------------------------------------------------------------- |
| 29-3-2011                                                             | Kiev                                                                  | Ucraina                                                               | 0 – 2                                                                 | Italia                                                                | Amichevole                                                            | -                                                                     | 74’                                                                   |
| Totale                                                                |                                                                       | Presenze                                                              | 1                                                                     |                                                                       | Reti                                                                  | 0                                                                     |                                                                       |

### Statistiche da allenatore
Statistiche aggiornate al 26 settembre 2024.
| Stagione        | Squadra         | Campionato      | Campionato | Campionato | Campionato | Campionato | Coppe nazionali | Coppe nazionali | Coppe nazionali | Coppe nazionali | Coppe nazionali | Coppe continentali | Coppe continentali | Coppe continentali | Coppe continentali | Coppe continentali | Altre coppe | Altre coppe | Altre coppe | Altre coppe | Altre coppe | Totale | Totale | Totale | Totale | % Vittorie | Piazzamento       |
| Stagione        | Squadra         | Comp            | G          | V          | N          | P          | Comp            | G               | V               | N               | P               | Comp               | G                  | V                  | N                  | P                  | Comp        | G           | V           | N           | P           | G      | V      | N      | P      | %          | Piazzamento       |
| --------------- | --------------- | --------------- | ---------- | ---------- | ---------- | ---------- | --------------- | --------------- | --------------- | --------------- | --------------- | ------------------ | ------------------ | ------------------ | ------------------ | ------------------ | ----------- | ----------- | ----------- | ----------- | ----------- | ------ | ------ | ------ | ------ | ---------- | ----------------- |
| dic. 2020       | Brescia         | B               | 1          | 0          | 1          | 0          | CI              | -               | -               | -               | -               | -                  | -                  | -                  | -                  | -                  | -           | -           | -           | -           | -           | 1      | 0      | 1      | 0      | &0,00      | Ad Interim        |
| feb.-giu. 2023  | Brescia         | B               | 13+2       | 3          | 6          | 4+2        | CI              | -               | -               | -               | -               | -                  | -                  | -                  | -                  | -                  | -           | -           | -           | -           | -           | 15     | 3      | 6      | 6      | 20,00      | Sub., 16º (retr.) |
| lug.-nov. 2023  | Brescia         | B               | 11         | 3          | 4          | 4          | -               | -               | -               | -               | -               | -                  | -                  | -                  | -                  | -                  | -           | -           | -           | -           | -           | 11     | 3      | 4      | 4      | 27,27      | Eson.             |
| Totale Brescia  | Totale Brescia  | Totale Brescia  | 27         | 6          | 11         | 10         |                 | -               | -               | -               | -               |                    | -                  | -                  | -                  | -                  |             | -           | -           | -           | -           | 27     | 6      | 11     | 10     | 22,22      |                   |
| lug.-set. 2024  | Legnago         | C               | 6          | 0          | 0          | 6          | CI-C            | 1               | 0               | 0               | 1               | -                  | -                  | -                  | -                  | -                  | -           | -           | -           | -           | -           | 7      | 0      | 0      | 7      | &0,00      | Eson.             |
| Totale carriera | Totale carriera | Totale carriera | 33         | 6          | 11         | 16         |                 | 1               | 0               | 0               | 1               |                    | -                  | -                  | -                  | -                  |             | -           | -           | -           | -           | 34     | 6      | 11     | 17     | 17,65      |                   |

## Palmares

### Giocatore

#### Club

##### Competizioni nazionali
- Serie C2: 1

Padova 2000-2001
- Campionato italiano di Serie B: 1

Brescia: 2018-2019